# Milena Gabanelli
Milena Jole Gabanelli (Nibbiano, Piacenza, 9 de juny de 1954) és una periodista i presentadora televisiva italiana. Gabanelli ha col·laborat com a freelance amb la RAI en programes de televisió d'investigació i posteriorment amb el diari Corriere della Sera, on va editar Dataroom i LA7.

## Biografia
Va viure fins als 19 anys a Desio, Brianza, després es va traslladar a Bolonya, on es va graduar al DAMS amb una tesi en Història del Cinema. Col·labora amb la Rai des de 1982, començant per la creació de programes d'actualitat per a la tercera xarxa regional. També el 1982 va participar al Festival de Cinema de Venècia amb el documental A Jean Eustache sobre el director francès Jean Eustache.
A principis dels noranta Milena Gabanelli va participar en la introducció dels nous cànons del videoperiodisme a Itàlia, treballant en solitari amb una càmera de vídeo portàtil, que va crear un estil més directe a les entrevistes i en general a la manera de fer les coses en els programes de televisió. L'any 1999 es va presentar a l'examen estatal per convertir-se en periodista professional, però va suspendre perquè va suspendre l'examen oral. Per això, encara avui és només una periodista autònoma.

### Speciale Mixer
L'any 1989 va començar la col·laboració per a l'emissió Speciale Mixer, de Giovanni Minoli. El seu primer treball és Cina delle zone economiche speciali (1989) (1989), després hi ha Vietnam, Cambodja... El 1990 va fer un reportatge a l'illa de Pitcairn, on encara viuen els descendents dels amotinats del Bounty, on va residir durant un mes. Després hi ha l'Índia dels venedors de ronyons, la gent deformada de Semipalatinsk (al Kazakhstan, on es van fer proves atòmiques durant 40 anys), la yakuza japonesa...

### Corresponsal de guerra
Com a corresponsal de guerra Milena Gabanelli va viatjar a diverses regions del món on hi havia conflictes armats per documentar les atrocitats comeses i les difícils vides dels supervivents. Entre aquests: l'antiga Iugoslàvia, Cambodja, Vietnam, Birmània, Sud-àfrica, Nagorno Karabakh, Moçambic, Somàlia, Txetxènia.És seva una biografia del general Võ Nguyên Giáp, explicada per ell mateix el 1998.

### Video Effect8 Professió de reporter
L'any 1994 Giovanni Minoli li va oferir encarregar-se d'un programa experimental a Rai 2 Effetto Video8 - Professione reporter, que fins al 1996 va emetre els reportatges produïts pels neovideoperiodistes. El programa té mètodes de producció particulars: utilitza en part mitjans interns (per al disseny i edició del programa) i mitjans externs, és a dir, la compra de serveis d'autors autònoms, que paguen les seves pròpies despeses i treballen de manera independent, fins i tot sota la supervisió de gestors de la RAI

### Report

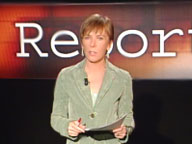
Milena Gabanelli durant un episodi de Report

Report (Reportatge) va néixer l'any 1997, emès a Rai 3, dirigit aleshores per Giovanni Minoli, del qual Milena Gabanelli és autora i presentadora. Amb els anys, el programa s'ha convertit en el format de periodisme d'investigació més conegut a Itàlia. Aborda principalment temes de caràcter econòmic, però també temes relacionats amb la salut, la justícia, les ineficiències dels serveis públics, i temes relacionats amb el crim organitzat: ecomàfia, serveis secrets, etc.
L'emissió també va ser objecte de queixes pels temes sensibles que hi han estat tractats. Els periodistes de Report són Sabrina Giannini, Bernardo Iovene, Sigfrido Ranucci, Stefania Rimini, Giuliano Marrucci, Paolo Mondani, Giovanna Boursier, Michele Buono, Emilio Casalini, Luca Chianca, Emanuele Bellano, Claudia di Pasquale, Giorgio Mottola, Giulio Valesini.
Entre els grans problemes que va tenir per les seves investigacions periodístiques amb Report hi hagué la polèmica amb els Ferrocarrils de l'Estat, que li van demanar una indemnització per un import de 60.000 milions de lires. El 28 de novembre de 2016 va conduir el seu darrer episodi de Report i, acomiadant-se del públic, va anunciar que a partir de l'any següent el seu coautor, Sigfrido Ranucci, seria el presentador del programa.
La direcció de Report durant molts anys li va donar molta popularitat. L'abril de 2013 va ser la més votada en la consulta interna dels membres del Moviment 5 Estrelles per tal d'identificar el seu candidat a la Presidència de la República Italiana. Considerant-se inadequada per al càrrec de cap d'estat, va decidir, per tant, renunciar a la seva candidatura.

### Col·laboració ambCorriere della Serai LA7
L'any 2017 va renunciar a la Rai per discrepància sobre la seva funció de periodista de l'empresa. Va començar una col·laboració amb Corriere della Sera, per a la qual va escriure una columna titulada Dataroom, i va ser columnista de Sette. El setembre de 2018 va començar la seva col·laboració amb TG LA7 conduït per Enrico Mentana: cada dilluns s'emet un episodi de Dataroom i la presentadora li fa algunes preguntes sobre el tema tractat; els dos mitjans formen part del mateix grup editorial controlat per Urbano Cairo.

## Obres
- Brigitte Bardot, amb Alessandra Mattirolo, Roma, Gremese, 1983. ISBN 88-7605-093-0 .
- Pròleg a Alessandra Comazzi, Le inchieste di Report. Le mani sulla salute, Roma-Milà, Rai-Eri-Sperling i Kupfer, 2002. ISBN 88-200-3279-1 .
- Le inchieste di Report, amb DVD, Milà-Roma, BURsenzafiltro-Rai Trade, 2005. ISBN 88-17-00876-1 .
- Cara politica. Come abbiamo toccato il fondo, amb Giovanna Boursier, Sabrina Giannini i Bernardo Iovene, amb DVD, Milà, BUR, 2007. ISBN 978-88-17-01929-3 .
- Ecofollie. Per uno sviluppo (in)sostenibile, amb Paolo Mondani, Sigfrido Ranucci, Piero Riccardi, amb DVD, Milà-Roma, BURsenzafiltro-Rai Trade, 2009. ISBN 978-88-17-02377-1 .

## Premis i reconeixements
- 2000 - Premiolino
- 2001 - Premi Ilaria Alpi
- 2002 - Premi Ilaria Alpi (atorgat per la crítica)
- 2002 - Premi Mario Francese, atorgat a Palerm per l'Associació de Periodistes
- 2003 - Premi Flaiano - atorgat a Pescara
- 2003 - Premi periodístic Roberto Ghinetti
- 2003 - Premi Rocco Chinnici
- 2005 - Premi INU, amb motiu del XXV Congrés Nacional de la INU (Infraestructures, Ciutats i Territoris)
- 2005 - Premi Sant Vicenç, atorgat per l'expresident de la República Carlo Azeglio Ciampi
- 2005 - Zolfanello d'oro de l'alcalde de Dogliani
- 2006 - UN VA A ZEZZ 2006 Reconeixement Riolo Terme per AVIS i PRO LOCO
- 2007 - Premi Max David per a corresponsal especial, organitzat per l'Associació Max David de Periodisme
- 2007 - Premi Città di Sasso Marconi per als drets de comunicació i ciutadania
- 2007 - Premi Martinetto (atorgat per l'Acadèmia de Ciències de Torí)
- 2008 - Premi "È giornalismo"[24]
- 2008 - Premi Bravo Presentatore
- 2008 - Renúncia al Premi de Comunicació vinculat al Premi Literari Internacional Mondello, Ciutat de Palerm, amb els motius següents: "M'agradaria cedir el premi que el rector de la Universitat Iulm pretén atorgar-me a una companya més jove i molt mereixedora" I així, Sabrina Giannini rebrà el Premi de Comunicació i Milena Gabanelli rebrà el Premi Especial del President del Jurat, Giovanni Puglisi.[25]
- 2009 - Premi Bravo Presentatore
- 2009 - Premi Luigi Barzini atorgat el 9 de maig a Orvieto
- 2010 - Premi Venere Donna 2010, Portovenere
- 2010 - Premi Trabucchi a la Passione Civile, Illasi (VR)
- 2011 - Premi Pio Manzù, Rímini. Presidit per Mikhaïl Gorbatxov
- 2011 - Premi Fionda di Legno atorgat a Albenga
- 2012 - X Premi Reporteros del Mundo, Madrid
- 2013 Premi Internacional "G. Falcone - P. Borsellino" - Secció de compromís social (de periodisme d'investigació)[17]